# VH1 Storytellers (album de Ringo Starr)
Pour les articles homonymes, voir VH1 Storytellers.
Albums de Ringo Starr
Vertical Man
(1998) I Wanna Be Santa Claus
(1999)
VH1 Storytellers est un album live de Ringo Starr, l'ancien batteur des Beatles. Cet album rompt avec ses précédents enregistrements live. Il ne porte pas la mention « All-Starr Band », car il est fait en majorité avec le personnel qui avait travaillé sur son dernier album studio, dont les titres viennent grossir le setlist composée de chanson des Beatles ou du reste de la carrière de Ringo. On y retrouve notamment Mark Hudson, dont la collaboration avec Starr devait encore durer. Ringo y présente ses chansons et explique leurs naissances.

## Liste des pistes
| No  | Titre                                        | Auteur                                              | Durée |
| --- | -------------------------------------------- | --------------------------------------------------- | ----- |
| 1.  | With a Little Help from My Friends           | John Lennon/Paul McCartney                          | 4:18  |
| 2.  | It Don't Come Easy                           | Richard Starkey/George Harrison                     | 3:18  |
| 3.  | I Was Walkin'                                | Richard Starkey/Mark Hudson/Dean Grakal             | 4:21  |
| 4.  | Don't Pass Me By                             | Richard Starkey                                     | 5:40  |
| 5.  | Back Off Boogaloo                            | Richard Starkey                                     | 3:40  |
| 6.  | King of Broken Hearts                        | Richard Starkey/Mark Hudson/Steve Dudas/Dean Grakal | 7:42  |
| 7.  | Octopus's Garden                             | Richard Starkey                                     | 2:51  |
| 8.  | Photograph                                   | Richard Starkey/George Harrison                     | 4:10  |
| 9.  | La De Da                                     | Richard Starkey/Mark Hudson/Steve Dudas/Dean Grakal | 5:04  |
| 10. | What in the… World                           | Richard Starkey/Mark Hudson/Steve Dudas/Dean Grakal | 5:31  |
| 11. | Love Me Do                                   | John Lennon/Paul McCartney                          | 3:42  |
| 12. | With a Little Help from My Friends (Reprise) | John Lennon/Paul McCartney                          | 1:19  |
| 13. | I've Got Blisters…                           |                                                     | 0:13  |
| 14. | The End                                      |                                                     | 0:03  |

## Personnel
- Ringo Starr : chant, piano électrique, batterie
- Joe Walsh : guitare, chant
- Mark Hudson : guitare, harmonica, chant
- Gary Burr : guitare, mandoline, chant
- Steve Dudas : guitare
- Jack Blades : basse, chant
- Jim Cox : claviers, chant
- Scott Gordon : harmonica